# Санкт-Петербургская академия современного искусства бессмертных
Санкт-Петербургская Академия современного искусства Бессмертных (СПАСИ) — объединение художников Санкт-Петербурга. Официально зарегистрировано в качестве организации 27 апреля 1995 года как некоммерческое партнёрство «Санкт-Петербургская Академия современного искусства бессмертных».

## История
Объединение художников. Основано в 1994 года, официально зарегистрировано весной 1995 года. Президент — Феликс Волосенков. Исполнительный директор — Андрей Маевский (с 2020), ранее — Наталья Панкова.
Академия ставит своей целью:
…развитие и поддержку новых направлений в современном искусстве. Членами Академии являются художники, достигшие признания в действительно новаторском искусстве, обладающие несомненной индивидуальностью и высокой репутацией; художественные критики, чья компетентность среди специалистов по искусству XX века не подлежит сомнению. Академия стремится к тому, чтобы «Петербургская школа» заняла подобающее ей место в контексте мирового искусства. Основанием для создания Академии стала необходимость актуализации культурного своеобразия Санкт-Петербурга в конце нашего столетия.
Академия объединяет постоянных членов (академиков), число которых, в соответствии с уставом, не должно, по образцу Французской Академии, превышать 40.
Имеет почетных и иностранных членов. Основная деятельность Академии состоит в регулярном устройстве выставок, в которых принимают участие, как члены академии, так и приглашенные художники.
В том числе: Эд. Антонов, В. Бондаренко, И. Бадалов, С. Вепрев, М. Гавричков, В. Григорьев-Башун, Е. Гиндпер, В. Горохов, Дм. Ивашинцов, Т. Зусес, Ек. Кузнецова, Л. Конокотина, Вл. Михайлуца, А. Мишина-Васькова, Н. Николаева, А. Парыгин, Ек. Посецельская, Ек. Омнина, Н. Ротанов, Н. Симоновский, Ан. Маевский, Т. Свирина, Н. Земляная, Дм. Шарапов, Н. Эверлинг, Ал. Ярыгин и другие.
Выставки сопровождаются изданием альбомов-каталогов.

### Члены-академии
З. Аршакуни, Е. Барский, Н. Благодатов, Влад. Блинов, А. Васильев, Ф. Волосенков, В. Герасименко, А. Герасимов, А. Гущин (Август), А. Дмитренко, Р. Доминов, Г. Егошин, М. Ершов, В. Загоров, А. Задорин, А. Заславский, А. Зинштейн, Л. Казбеков, Д. Каминкер, Н. Клемина, Л. Лазарев, В. Лукка, В. Мишин, В. Паршиков, А. Петров, О. Романов, Е. Ротанов, А. Румянцев, Н. Сажин, Г. Сотников, В. Ставницер, П. Татарников, Е. Фигурина, В. Ховралев, Н. Цехомская, А. Штерн, М. Щеглов, О. Яхнин.

## Выставки (выборочно)
- Илиада (30-летию СПб Академии современного искусства Бессмертных). — Библиотека книжной графики. Санкт-Петербург. 20 июня — 3 июля 2024[7].
- Наше всё (30-летию СПб Академии современного искусства Бессмертных). — Новый музей. Санкт-Петербург. 15 июня — 14 июля 2024[8].
- 100 лет без Ленина (30-летию СПб Академии современного искусства Бессмертных). — Новый музей. Санкт-Петербург. 8 мая — 9 июня 2024[9][10].
- Академия Бессмертных. — Мурманский областной художественный музей. Мурманск. 26 апреля — 30 июня 2024[11][12][13].
- Свои люди — сочтёмся. — Библиотека с выставочным залом. Санкт-Петербург. 11 октября — 8 ноября 2023.
- «13». Академия бессмертных. — Артмуза. Санкт-Петербург. 3 февраля — 4 апреля 2023[14][15][16].
- Что делать? Академия бессмертных. — Библиотека с выставочным залом. Санкт-Петербург. 18 января — 8 февраля 2023.
- Академия Бессмертных. — Дом-музей Б. М. Кустодиева. Астраханская картинная галерея имени П. М. Догадина. Астрахань. 2003.
- Академия Бессмертных. — Государственный музей изобразительных искусств Республики Татарстан. Казань. 2003.
- Академия Бессмертных. — Музей изобразительных искусств. Комсомольск-на-Амуре. 2003.
- Н.О.С. — ВЗ Российской национальной библиотеки. Санкт-Петербург. 21 апреля — 25 мая 2003.
- Белое рождество. — Государственный музей городской скульптуры. Санкт-Петербург. 2002—2003.
- Поиск утраченного звена (По Дарвину). — ВЦ СПбСХ. Санкт-Петербург. 2001—2002.
- Про любовь. — ЦВЗ «Манеж». Санкт-Петербург. 2001.
- Монументы Петербурга глазами Бессмертных. — Государственный музей городской скульптуры. Санкт-Петербург. 2001.
- Сорок бессмертных строк. — Музей Анны Ахматовой в Фонтанном доме. Санкт-Петербург. 2000.
- Отражение Серебряного века в творчестве Бессмертных. — Музей Анны Ахматовой в Фонтанном доме. Санкт-Петербург. 1998.
- Красота как форма существования бессмертия или бессмертие как форма существования красоты. — кинетическая инсталляция на тему «Времена года в черном квадрате сцены» на сцене Эрмитажного театра, в сопровождении музыки на темы Чайковского и Вивальди в исполнении Вячеслава Гайворонского (труба), Владимира Волкова (контрабас) и Эвелины Петровой (аккордеон). Санкт-Петербург. 1998.
- Миражи. — Невская куртина Петропавловской крепости. Санкт-Петербург. 1997.
- Невская перспектива. — Национальный музей Республики Карелия. Петрозаводск. 1997.
- ЦВЗ «Манеж». Санкт-Петербург. 1996.